# Kowalik (zwyczajny)
Kowalik (zwyczajny), kowalik, bargiel (Sitta europaea) – gatunek niewielkiego, osiadłego ptaka z rodziny kowalików (Sittidae), zamieszkujący Eurazję oraz północno-zachodnią Afrykę. Nie jest zagrożony.

## Systematyka
Międzynarodowy Komitet Ornitologiczny (IOC) wyróżnia 21 podgatunków S. europaea:
- kowalik chiński[3] (S. e. sinensis J. Verreaux, 1871) – północno-środkowe i wschodnie Chiny.
- S. e. formosana Buturlin, 1911 – Tajwan.
- kowalik syberyjski[3] (S. e. asiatica Gould, 1835) – południowo-zachodnia i południowo-środkowa Syberia, północny Kazachstan i zachodnia Mongolia.
- S. e. seorsa Portenko, 1955 – północno-zachodnie Chiny.
- S. e. baicalensis Taczanowski, 1882 – wschodnia Syberia i centralna Mongolia.
- S. e. albifrons Taczanowski, 1882 – północno-wschodnia Syberia i Wyspy Kurylskie.
- S. e. takatsukasai Momiyama, 1931 – południowo-środkowa część Wysp Kurylskich.
- S. e. sakhalinensis Buturlin, 1916 – Sachalin.
- S. e. clara Stejneger, 1887 – południowe Wyspy Kurylskie i Hokkaido (północna Japonia).
- S. e. amurensis Swinhoe, 1871 – Rosyjski Daleki Wschód, północno-wschodnie Chiny i Korea.
- S. e. bedfordi Ogilvie-Grant, 1909 – wyspa Czedżu (Korea Południowa).
- S. e. hondoensis Buturlin, 1916 – Honsiu do północnej części Kiusiu (Japonia).
- kowalik białogardły[3] (S. e. roseilia Bonaparte, 1850) – południowe Kiusiu (skrajnie południowa Japonia).
- kowalik (zwyczajny)[3] (S. e. caesia Wolf, 1810) – zachodnia, środkowa i południowo-wschodnia Europa.
- kowalik skandynawski[3] (S. e. europaea Linnaeus, 1758) – północna i wschodnia Europa.
- S. e. cisalpina Sachtleben, 1919 – Szwajcaria, Chorwacja, Włochy i Sycylia.
- S. e. hispaniensis Witherby, 1913 – Portugalia, Hiszpania i północne Maroko.
- S. e. levantina Hartert, 1905 – południowa Turcja, północna Syria i północny Liban.
- S. e. caucasica Reichenow, 1901 – północno-wschodnia Turcja do południowo-zachodniej Rosji.
- S. e. persica Witherby, 1903 – południowo-wschodnia Turcja, północny Irak i zachodni Iran.
- S. e. rubiginosa Tschusi & Zarudny, 1905 – północny Iran i Azerbejdżan.

Za podgatunek kowalika uznawano też kowalika białoczelnego (S. arctica), który jest obecnie klasyfikowany jako osobny gatunek.

## Występowanie
Zamieszkuje licznie lasy Europy (poza północną częścią Półwyspu Skandynawskiego, Irlandią i Szkocją), Maghreb, Azję Mniejszą i znaczną część umiarkowanej Azji (poza częścią centralną) do Pacyfiku i granicy tropików.
Podział na podgatunki jest sporny. Większość autorów w europejskiej populacji wyróżnia trzy podgatunki: S. europea europaea (Europa Północno-Wschodnia), S. europaea caesia (Europa Zachodnia i Wyspy Brytyjskie) oraz S. europaea sinensis (Europa Południowo-Wschodnia).
W Polsce szeroko rozpowszechniony, średnio liczny ptak lęgowy.

## Charakterystyka

### Cechy gatunku

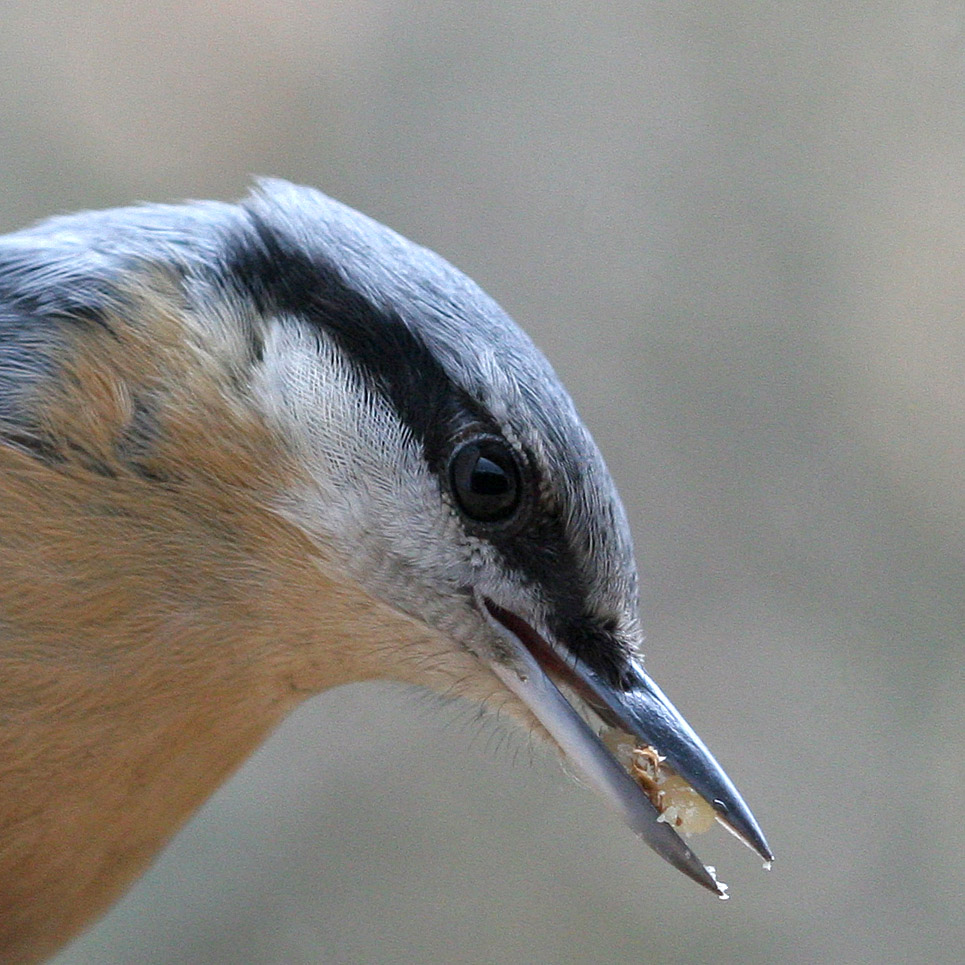
Głowa kowalika

Ptak wielkości wróbla. Krępa sylwetka ze stosunkowo dużą głową, krótkim ogonem i mocnym, dłutowatym dziobem podobnym do dzioba dzięciołów. Obie płci podobnych rozmiarów, ubarwione prawie jednakowo, choć samiec w porównaniu z samicą ma bardziej rdzawy spód ciała i ciemnokasztanowe boki ciała z wiśniowym odcieniem. Z boku samice są jasnobrązowe z rdzawym odcieniem, a spód ich ciała jest beżowo-rudawy. Wierzch ciała kowalików jest szaroniebieski, policzki i podbródek białe, przez oko przechodzi czarny pasek sięgający do karku. Kolorystyka spodu ciała zróżnicowana u różnych podgatunków – u ptaków ze środkowej i południowej Europy oraz Wysp Brytyjskich jest on mniej lub bardziej intensywnie pomarańczowy, natomiast u ptaków z północy Europy – biały. Spodnie pióra ogonowe są czerwonobrązowe i widnieją na nich białe plamki. Dziób ma szaroniebieski kolor, tęczówki oczu są brązowe, a nogi żółtobrązowe.

### Wymiary średnie
długość ciała: ok. 14 cm

rozpiętość skrzydeł: ok. 23–27 cm
masa ciała: 17–28 g

### Zachowanie

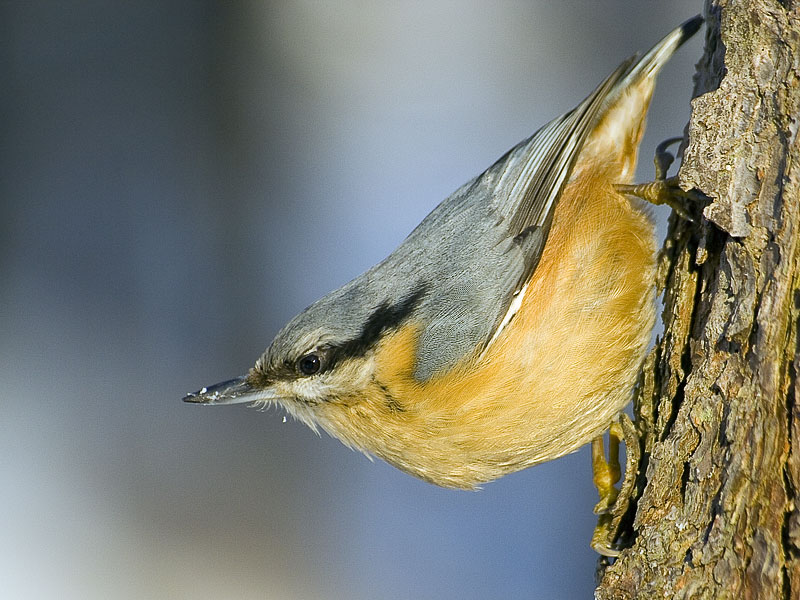
Kowalik w charakterystycznej pozycji głową w dół

Poszukując pożywienia, chodzi po pniach drzew lub skałach, często głową w dół (potrafi to jako jeden z nielicznych ptaków, a spośród krajowych i europejskich – jako jedyny).

Kowalik przemieszcza się inaczej niż dzięcioły i pełzacze, które, gdy chodzą po pniu, podpierają się ogonem jak trzecią kończyną. Poruszając się po korowinie drzewa, kowalik zaczepia na nierównościach pazury swych silnych palców. Wykonuje swobodne ruchy po dość gładkich, wilgotnych pniach buków. Doskonale się wspina (podobnie jak dzięcioły), chodzi nawet po spodniej stronie gałęzi. Podobnie jednak jak dzięcioły, kowalik swym potężnym dłutowatym dziobem wyciąga zdobycz ze szczelin w korze. Czaszka tego ptaka nie jest przystosowana do kucia w drewnie, a więc sam nie potrafi wykuć dziupli. Może najwyżej kilkoma dobrze wymierzonymi uderzeniami mocno wbić nasiono w szparę w korowinie (zachowania podobne do dzięcioła dużego). Jest to sposób na chowanie zapasów na wypadek gorszej zasobności terenu w pokarm. Takie zachowania obserwuje się przy karmnikach zimą. Regularnie, w bardzo krótkich odstępach czasu, przenosi w dziobie po jednym ziarnie i chowa je w pobliżu. Wykazują dużą ruchliwość i zwinność, zachowując przy tym ostrożność. Nie jest to ptak zbyt towarzyski.
Lot kowalika jest bardzo szybki i ma falisty tor. W czasie przelotu ptak zręcznie porusza się pomiędzy gałęziami. Można wtedy dostrzec jego szaroniebieski wierzch ciała, ciemne lotki i krótki czarno-biały ogon. Łatwo zauważyć tego ptaka, choć dłuższe przyglądanie się mu jest niemożliwe przez szybkie poruszanie się po pniach i przelatywanie z drzewa na drzewo. Zimą można spotkać kowaliki w stadach mieszanych z sikorami, pełzaczami, mysikrólikami i dzięciołami. Razem szukają pokarmu i wzajemnie ostrzegają się przed drapieżnikami. Nie tworzą same stad. Choć to gatunek osiadły, co parę lat może jesienią liczniej koczować. Zimą wraz z sikorkami przylatuje w pobliża siedzib ludzkich.

### Głos
Często się odzywa i robi to głośno. Jego repertuar odgłosów jest bogaty. Słyszy się go zarówno wiosną i latem, jak jesienią i w cieplejsze zimowe dni. Wiosną jest to dźwięk podobny do sikorek „sit sit” lub „twij twij”. Letni lub jesienny odgłos „cit” jest wydawany już dużo rzadziej. W sytuacji zaniepokojenia woła głośno i ostro „trek trek”.

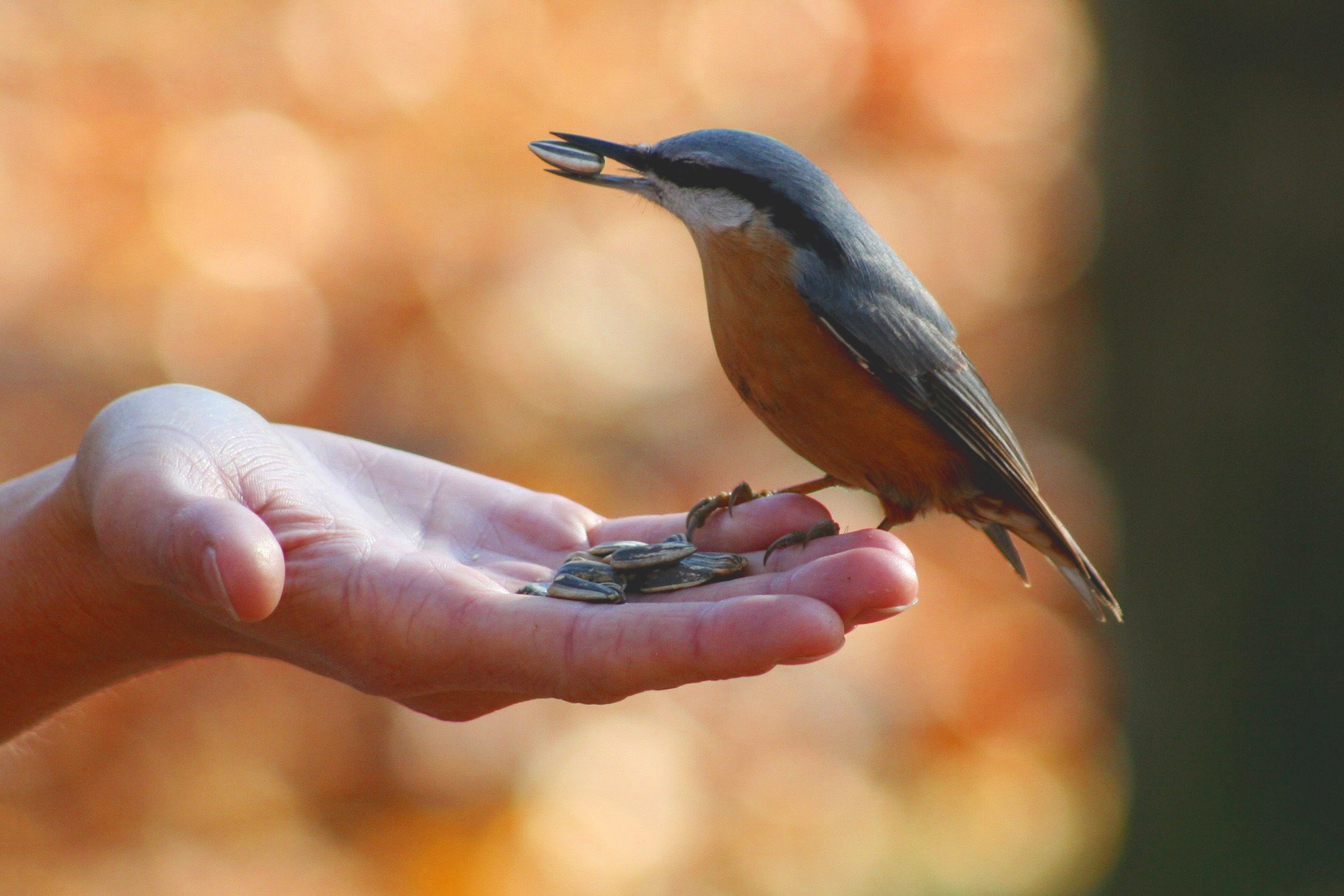
Kowalik jedzący z ręki

## Biotop
Luźne starodrzewy liściaste i mieszane, parki miejskie, aleje starych drzew, duże zadrzewienia śródpolne, większe ogrody. Preferuje drzewostany z udziałem gatunków ciężkonasiennych np. dębu i buka. Unika wnętrza lasów i suchych borów iglastych. Występuje przeważnie na niższych lub średnich wysokościach nad poziomem morza. Czasem zasiedla też małe bory świerkowe i sosnowe, ale musi tam zalatywać na obszary z drzewami liściastymi.

## Okres lęgowy

### Toki
W okresie godowym nie kryje się przed człowiekiem. Można zauważyć go wtedy, jak biega po pniu od ich podstawy po koronę i odzywa się co chwilę głośnym wabieniem. Pieśń miłosna wiosną rozlega się daleko po całym lesie. Tworzy monogamiczne pary.

### Gniazdo
Najchętniej lęgnie się od maja do czerwca w dziuplach wykutych przeważnie przez dzięcioły (ale sam ich nie wykuwa), rzadziej budkach lęgowych, jeśli są na danym terenie i zwłaszcza wtedy, gdy nie ma tam odpowiedniej wielkości dziupli. Jeżeli wybrana dziupla ma zbyt duży otwór (względem tułowia ptaka), samica potrafi pomniejszyć go, używając gliny, błota i iłu (mieszając je wcześniej w dziobie ze śliną). Otwór wejściowy staje się tak mały, że sama z trudem potrafi się przez niego przecisnąć. Jest to dobry sposób obrony przed drapieżnikami i jednocześnie cecha rozpoznawcza dziupli zamieszkanych przez kowaliki. Wyściółka z płatków kory, szczególnie sosny (latać w tym celu może nawet kilkaset metrów od gniazda), mchu lub z suchej trawy i liści. Gliną kowalik wygładza też nierówności dziupli. Zazwyczaj zajmuje tę samą dziuplę przez kilka sezonów.

### Jaja

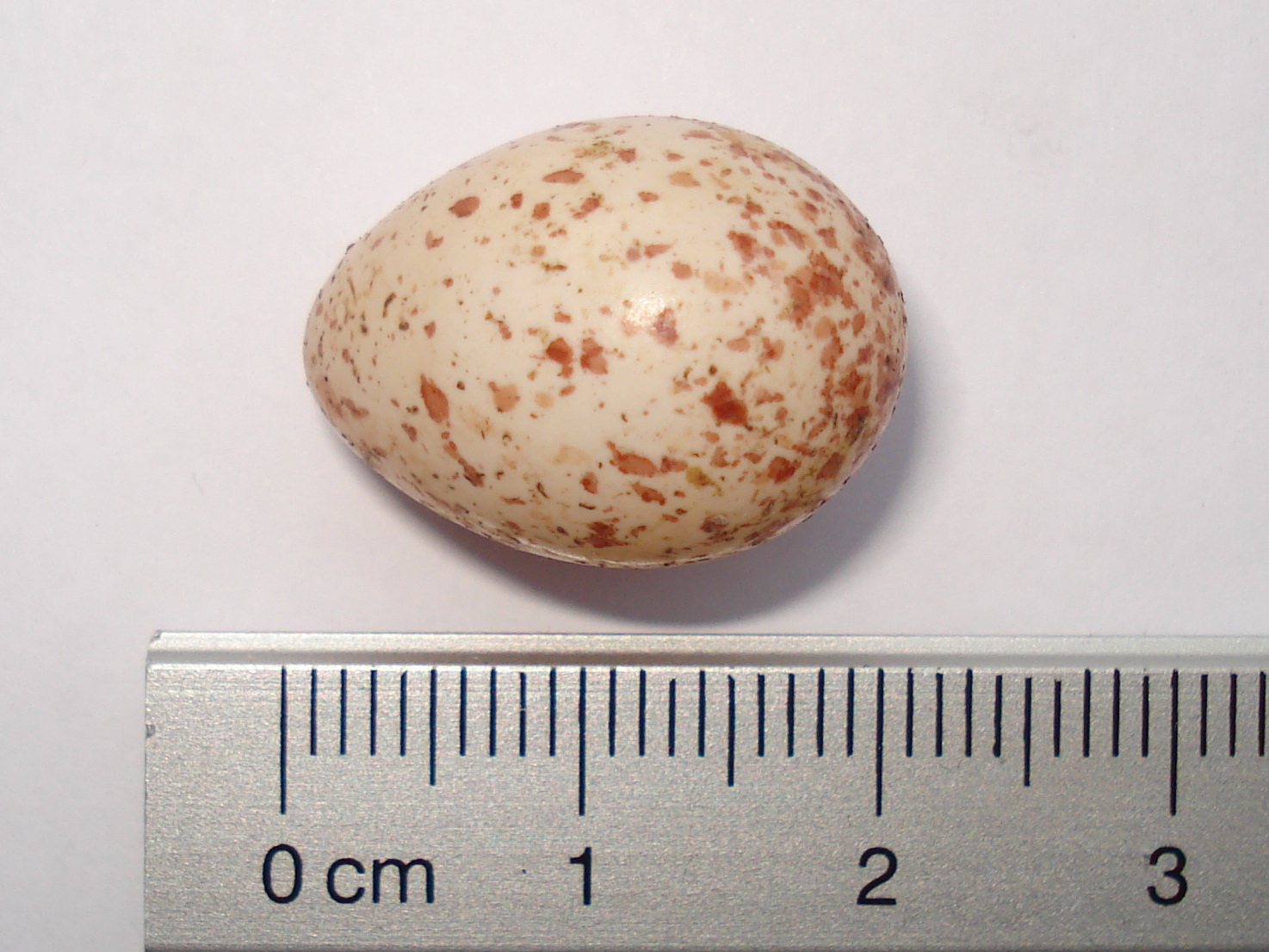
Jajo

Wyprowadza jeden lęg w ciągu roku. W kwietniu składa 5–8 jaj o średnich wymiarach 20×15 mm, białych z nielicznymi rdzawymi, szarymi i szaro-fioletowymi plamkami, które są gęściej usiane na tępym końcu.

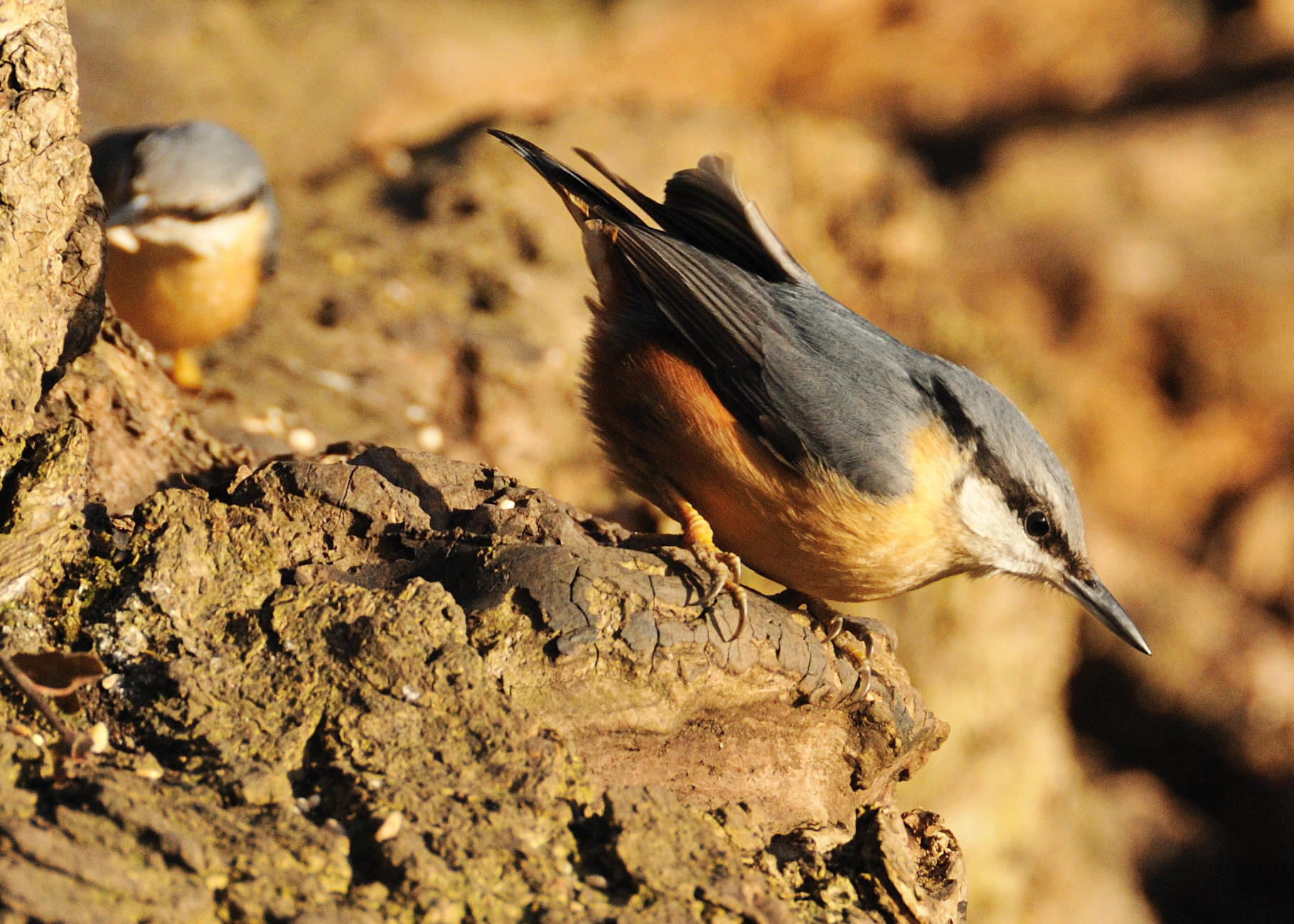
Zimą kowaliki tworzą mieszane stada z innymi gatunkami małych ptaków

### Wysiadywanie, pisklęta
Jaja wysiadywane są przez okres 14 do 16 dni przez samicę. W tym czasie samiec karmi partnerkę. Po wykluciu potomstwo, gniazdowniki, jest karmione przez oboje rodziców. Pisklęta opuszczają gniazdo po 22 do 24 dniach.

## Pożywienie
Zjada najliczniej występujące gatunki owadów, ich larwy, pająki i inne bezkręgowce, zimą nasiona i drobne owoce, również duże nasiona drzew liściastych i iglastych, zbóż takich jak jęczmień, owies oraz słonecznik, orzechy laskowe, orzechy włoskie, żołędzie, nasiona bukowe. W trakcie sezonu lęgowego żywi się głównie motylami, pająkami i pluskwiakami. Jesienią i zimą jada zazwyczaj nasiona dębu, buka, grabu i leszczyny.
Owady są zbierane na drzewach – pniach, grubszych gałęziach, rzadziej na ziemi (głównie jesienią i zimą). Może też ścigać owady w powietrzu. Bierze ważny udział w ograniczaniu lokalnej populacji owadów. Wykorzystuje swoje możliwości poruszania się po pniach głową w dół – zbiera te owady, które zostały przeoczone przez ptaki chodzące głową do góry. Podważa swym długim i silnym dziobem korę, aby wydobyć spod niej owady – podobnie jak dzięcioły, choć nie jest z nimi blisko spokrewniony. Oprócz tego uderzeniami dzioba odłupuje kawałki kory lub twarde łupiny nasion i dłubie w spróchniałym drewnie. Zebrane duże nasiona rozkuwa poprzez ich wciśnięcie w zakamarki kory lub w zagłębienia ziemi. Zimą odwiedza karmniki.

## Status i ochrona
Międzynarodowa Unia Ochrony Przyrody (IUCN) uznaje kowalika za gatunek najmniejszej troski (LC, Least Concern). Według szacunków organizacji BirdLife International, w 2015 roku liczebność europejskiej populacji (wraz z Turcją) wynosiła 21,4–42,8 milionów dorosłych osobników. Liczebność światowej populacji mieści się w przedziale 10–500 milionów dorosłych osobników. Globalny trend liczebności populacji oceniany jest jako stabilny. Największym zagrożeniem dla gatunku jest niszczenie i fragmentacja lasów.
Na terenie Polski gatunek ten jest objęty ścisłą ochroną gatunkową. Na Czerwonej liście ptaków Polski został sklasyfikowany jako gatunek najmniejszej troski (LC). Według szacunków Monitoringu Pospolitych Ptaków Lęgowych, w latach 2013–2018 krajowa populacja kowalika liczyła 479–569 tysięcy par lęgowych.

## Filatelistyka
Poczta Polska wyemitowała 27 kwietnia 2022 r. znaczek pocztowy przedstawiający kowalika, o nominale 3,60 zł, w serii Ptaki polskich parków. Wydrukowano 120 000 sztuk, techniką offsetową, na papierze fluorescencyjnym. Autorem projektu znaczka był Paweł Myszka.